# Salary Cap (NFL)
Die Salary Cap (auch der Salary Cap; deutsch Gehaltsobergrenze) der National Football League (NFL) bezeichnet den Maximalbetrag, den eine Mannschaft in einer Saison für ihre Spielergehälter aufwenden darf. Der Vertrag zur Salary Cap enthält darüber hinaus auch Regelungen zu Untergrenzen für die Liga und einzelne Teams. Wie andere Sportligen in Nordamerika hat die NFL eine Salary Cap, um zu verhindern, dass finanzstarke Mannschaften die besten Spieler zu großen Summen unter Vertrag nehmen. Damit soll der Wettbewerbsvorteil gegenüber finanzschwachen Mannschaften gering gehalten werden. Da es in der NFL keine Auf- und Absteiger gibt, ist die Salary Cap neben dem NFL Draft ein wesentlicher Bestandteil zur Sicherung eines langfristig ausgeglichenen Wettbewerbs.

## Geschichte
Die Salary Cap wurde 1993 verhandelt und zur Saison 1994 eingeführt. Die 2006 verhandelte Verlängerung (Laufzeit bis 2012) wurde von den Teambesitzern am 20. Mai 2008, mittels einer Option – die auch der Spielergewerkschaft offenstand – gekündigt. Dies führte in der Saison 2010 dazu, dass die Salary Cap ein Jahr ausgesetzt wurde (Uncapped Season), da sich die Besitzer und Spieler nicht rechtzeitig auf einen neuen Tarifvertrag (Collective Bargaining Agreement (CBA)) einigen konnten und der ursprüngliche Vertrag dann, für die letzte Saison seiner Laufzeit, ein Jahr ohne Salary Cap vorsah.
Die meisten Teams verhielten sich so, als würde weiterhin eine Salary Cap gelten und einige nutzen – angesichts eines drohenden Arbeitskampfes – gar den Effekt, dass die Untergrenze 2010 ebenfalls nicht galt, um Gehaltskosten zu sparen. Darüber hinaus warnte die Liga ihre Teams davor große Gehaltsverschiebungen in das ungeregelte Jahr vorzunehmen. Im März 2012 wurden den Dallas Cowboys 10 Millionen US-Dollar und den Washington Redskins 36 Millionen US-Dollar von ihren Caps (verteilt auf 2012 und 2013) abgezogen, da sie gegen diese Vereinbarung unter den Teambesitzern und der Liga verstießen. Alle anderen Teams – außer den Oakland Raiders und den New Orleans Saints, die ähnliche Verstöße allerdings in geringerem Volumen begingen – durften im Gegenzug 1,6 Millionen US-Dollar mehr im Rahmen der Salary Cap für 2012 ausgeben.
Nach der ungeregelten Saison 2010 liefen die Verhandlungen zwischen der Liga und der Spielergewerkschaft immer noch und im März 2011 wurden die Spieler von den Teambesitzern ausgesperrt (Lockout). Rechtzeitig vor Beginn der Saison 2011, im August 2011 nach viereinhalb Monaten Aussperrung, einigten sich die beiden Parteien auf einen neuen Zehnjahresvertrag.
Anfang 2020 einigten sich die NFL und die Spielergewerkschaft auf einen neuen Tarifvertrag. Dieser sah unter anderem die Einführung des Veteran Salary Benefit, sowie einen Anstieg der Salary Cap vor, da ab der Saison 2021 48 Prozent (statt zuvor 47) der Ligaeinnahmen an die Spieler ausgeschüttet werden.

## System

### Berechnung der Salary Cap
Die Salary Cap ergibt sich aus den Gesamteinnahmen der NFL, wovon dann ein bestimmter Prozentsatz für Spielergehälter aufgewendet werden soll. Dieser Betrag wird durch die Anzahl der Mannschaften dividiert, um den Betrag pro Team zu berechnen. Zu Beginn der Salary Cap waren dies im Wesentlichen nur die Gelder aus TV-Verträgen, Tickets und Merchandising. Bei der Verlängerung 2006 kamen Einnahmen aus dem Verkauf von Namensrechten und lokaler Werbung hinzu. Seit dem CBA vom August 2011 werden im Prinzip alle Einnahmen der Liga eingeschlossen. Von diesen Gesamteinnahmen der Liga – die in drei Bereichen (Media, Ventures/Post-Season und Local) berechnet werden – werden zwischen 47 und 48,5 Prozent für die Spieler im Rahmen der Salary Cap bereitgestellt.

### Untergrenzen
Im neuen CBA gibt es zwei Untergrenzen bei der Auszahlung der Gelder: eine für die Liga (für die Saison 2011 und 2012) und eine, die für jedes Team (ab 2013) gilt. In der Saison 2011 und 2012 musste die NFL insgesamt mindestens 99 % der Salary Cap tatsächlich auszahlen – was durch die Art der Verträge in der NFL (größere Zahlungen von Handgeldern zu Beginn eines Vertrages) problemlos gelang. Die neue Untergrenze für Teams gilt erst seit der Saison 2013 (2011 und 2012 wurde diese Regelung ausgesetzt) und muss innerhalb von jeweils vier Jahren eingehalten werden. Die erste Periode läuft von der Saison 2013 bis zur Saison 2017. Innerhalb dieser vier Jahre müssen die Teams im Schnitt mindestens 89 % der Salary Cap für anrechenbare Spielergehälter aufwenden. Im Gegenzug kann nicht genutzter Cap Space seit 2011 ins Folgejahr übernommen werden.

### Strafen
Wird die Salary Cap überschritten, so erhalten die jeweiligen Mannschaften Strafen, die von Geldstrafen über gekündigte Spielerverträge bis zum Verlust von Draftpicks reichen. Bei Unterschreitung der Untergrenze gibt es keine besonderen Strafen, außer dass der Fehlbetrag an die Spielergewerkschaft ausgezahlt werden muss.
Zusätzlich zu den Strafen gegen Teams, gab es auch Geldstrafen für die Funktionäre, die versuchten die Salary Cap zu umgehen. So wurden zum Beispiel im Dezember 2000, für den Versuch die Salary Cap zu umgehen, neben den San Francisco 49ers (Zahlung von 300.000 $ und Verlust der Draftpicks in der 5. Runde 2001 und in der 3. Runde 2002), auch deren General Manager Carmen Policy und der Vize-Präsident und spätere General Manager, Dwight Clark, zu Geldstrafen von 400.000 bzw. 200.000 $ verurteilt. Ebenso mussten drei Agenten von Spielern insgesamt 350.000 $ für wohltätige Zwecke spenden.

### Gehaltsanrechnungen
Zur Cap eines Teams zählen grundsätzlich die Gehälter für aktuelle und ehemalige Spieler. Gehälter für Trainer und andere Angestellte der Teams zählen nicht zur Cap. Während der Off-Season werden nur die Grundgehälter der 51 bestbezahlten Spieler (Top 51 Rule) gegen die Salary Cap angerechnet. Während der Saison werden alle Grundgehälter des 53-Mann-Kaders, der Spieler auf der Injured Reserve List, der Physically Unable to Perform List und der Non-Football Injury List sowie der Mitglieder des Practice Squads zur Berechnung der Salary Cap herangezogen. Manche Verträge enthalten Sonderregelungen für Verletzungen, nach denen ein vermindertes Gehalt gezahlt wird, wenn der Spieler ausfällt. Diese Minderung der Ausgaben schlägt sich auch im Salary Cap nieder. Spieler auf der Non-Football Injury List haben kein Anrecht auf ein Gehalt, auch wenn meist eine Fortzahlung von Gehältern ausgehandelt wird, welche jedoch auch unter dem Mindestgehalt liegen können. Neben den Grundgehältern (P5 Salary, nach §5 eines NFL-Vertrages, der das jährliche Grundgehalt, das Base Salary, regelt) werden auch Bonuszahlungen (diese auch während der Off-Season von allen Spielern!) und Prämien zur Berechnung der Salary Cap herangezogen.

#### Signing Bonus
Das Gehalt eines Vertrages in der NFL ist nicht garantiert. Wird ein Spieler entlassen oder ein Vertrag neu ausgehandelt (über eine bereits bestehende Vertragslaufzeit), so sind die im alten Vertrag für die entsprechende Saison vereinbarten Gehälter nicht mehr gültig. Die Teams bieten den Spielern in der Regel solche Verträge an, deren Grundgehalt mit der Laufzeit ansteigt (back-heavy contract). Um einem Spieler die Annahme eines solchen Vertrages schmackhaft zu machen – obwohl das Gehalt in späteren Saisons nicht garantiert ist und er in den ersten Jahren weniger verdient –, wird ein „Unterschriftsbonus“ (Signing Bonus) angeboten. Der Signing Bonus ist gegenüber dem Spieler eine Garantiezahlung ohne weitere Einschränkungen. Solange der Spieler seinen Vertrag erfüllt, wird der Bonus geteilt über die gesamte Vertragslaufzeit angerechnet. Wird ein Spieler entlassen, wechselt das Team oder verlässt die Liga, so werden alle restlichen Cap-relevanten Zahlungen im nächsten Jahr komplett angerechnet. Der Stichtag für die Anrechnung in der alten oder neuen Saison ist der 1. Juni (Post-June-1-Cut). Teams können zwei Spieler pro Saison auch bereits vor diesem Tag als „Post-June-1-Cut“ deklarieren.
Beispiel: Andrew Luck unterschrieb 2012 einen Vierjahresvertrag über 22,1 Millionen US-Dollar bei den Indianapolis Colts, der einen Signing Bonus über 14,5 Millionen enthielt. Vom Signing Bonus zählten von 2012 bis 2015 je 3,625 Millionen gegen die Salary Cap der Colts. Hinzu kamen die vereinbarten Gehälter der jeweiligen Saison (von knapp 400.000 Dollar 2012 bis fast 3,5 Millionen Dollar 2015).
Hätte Andrew Luck die Colts Ende 2012 verlassen, so hätten die restlichen 10,875 Millionen Dollar (3 mal 3,625 Mio. $) gegen die Salary Cap 2013 der Colts gezählt. Derartige Cap-Anrechnungen, für Spieler die nicht mehr zum Team gehören, nennt man Dead Money (totes Geld).
Hätte er vor der Saison 2014 seinen Vertrag um weitere vier Jahre (bis 2019) verlängert und dafür einen Signing Bonus von 24 Millionen Dollar bekommen, so wäre dieser Bonus auf die gesamte Restlaufzeit seines Vertrages aufgeteilt worden – also je 6 Millionen Dollar für jede Saison ab 2014. Für 2014 und 2015 kämen im Rahmen der Salary Cap für die Colts noch anteilig die je 3,625 Millionen Dollar Signing Bonus seines ersten Vertrages hinzu. Für die Saisons ab 2016 dann die weiteren vereinbarten Gehälter der Vertragsverlängerung.

#### Leistungsanreize
Über den Signing Bonus hinaus gibt es weitere Bonuszahlungen, die nicht garantiert sind. Die Leistungsanreize (Incentives) werden in zwei Gruppen unterteilt. In Anreize die wahrscheinlich ausgezahlt werden (LTBE – Likely to be earned) und solche die wohl nicht ausgezahlt werden (NLTBE – Not likely to be earned). Erstere zählen gegen die Cap, letztere nicht.
Spielte ein Spieler in der Saison 2015 in allen 16 Spielen von Anfang an, so wäre ein Bonus für 10 Starts ein LTBE Bonus. Für einen Runningback, der nie mehr als 10 Spiele in einer Saison bestritt und dabei nie mehr als 500 Yards erzielte, wäre ein Bonus für 1000 erreichte Yards ein NLTBE Bonus. Ein Leistungsbonus fällt unter NLTBE, wenn der Spieler die entsprechende Leistung in der Vorsaison nicht erreichte. Strittige Fälle entstehen rund um Verletzungen und neue Spieler. Falls es zwischen den Teambesitzern und den Spielern Unstimmigkeiten bezüglich der Zuordnung gibt, so entscheidet ein unabhängiger Schiedsmann, ob der Anreiz zu der einen oder anderen Gruppe gehört.
Alle Anreize im ersten Jahr eines Rookievertrages gehören mittlerweile zu den LTBE Boni. Ebenso gehören alle Anreize, die nur der Spieler kontrolliert (wie Anwesenheitsbonus bei freiwilligen Trainingscamps oder eine Bonus bei Einhaltung eines maximalen Gewichts), automatisch zu den LTBE Boni.
Der neue Tarifvertrag 2011 verhinderte einige der früheren kreativen Leistungsanreize, die zum Teil nie im Rahmen der Salary Cap angerechnet werden mussten. So gibt es unter dem neuen Tarifvertrag deutlich günstigere Verträge für Rookies als noch im Jahr zuvor.

#### Veteran Salary Benefit
Ab der Saison 2020 gibt es den Veteran Salary Benefit. Dieser gewährt den Teams die Möglichkeit, für bestimmte Spieler ein Gehalt nicht gegen die Salary Cap anrechnen zu müssen. Er darf auf das Gehalt eines Spielers angewendet oder auf zwei Spieler aufgeteilt werden. In Betracht für diesen Vorteil kommen nur Spieler, die die vergangenen vier Jahre bei dem gleichen Team unter Vertrag standen ohne entlassen worden zu sein und als Free Agent mit dem Team einen Einjahresvertrag unterschreiben.
Er steigt alle zwei Jahre um 100.000 US-Dollar und betrug bei seiner Einführung 1,25 Millionen US-Dollar.

### Mindestgehälter
In den Tarifverträgen werden auch jeweils Mindestgehälter für die Spieler festgelegt. Für die Saison 2016 gilt zum Beispiel eine Staffelung, nach der für Rookies ein Mindestgehalt von 450.000 US-Dollar galt und dann ansteigend, bis für Spieler mit 10 oder mehr angesammelten Saisons (Accrued Seasons – ab sechs Spielen im 53er-Kader oder einer der Verletztenlisten), ein Gehalt von mindestens 985.000 Dollar gezahlt werden muss. Das Mindestgehalt steigt in allen Stufen jährlich um 15.000 Dollar.

## Kritik
Kritiker bemängeln, dass die Salary Cap durch zusätzliche Boni, etwa den sogenannten Signing Bonus (dt. Unterschriftenbonus), teilweise umgangen werden kann, was den finanzstärkeren Mannschaften einen Vorteil verschaffen würde.
Des Weiteren wird bemängelt, dass die Salary Cap dazu führe, dass die meisten Spieler in der NFL sehr jung seien, da sie meist die geringen Gehälter aus der Rookiesaison bekommen und ein Franchise so größere Spielräume für die Stars bekommt.
Weitere Kritik richtet sich an die Untergrenze, da aufgrund ihrer manche Mannschaften ihre Spieler über Wert bezahlen nur um die Salary Cap zu erfüllen.
Ebenfalls kritisiert wird, dass die Salary Cap keine Unterscheidung des Umfeldes macht, insbesondere beim Einfluss der Einkommenssteuern der Bundesstaaten. So würden Teams in Washington, Texas, Tennessee und Florida, wo keine Einkommenssteuer durch den Bundesstaat erhoben wird, um die 20 Millionen mehr Netto-Salary-Cap haben als Teams in Kalifornien, wo eine Einkommenssteuer von 13,3 % vom Bundesstaat erhoben wird. Auch die unterschiedlichen Lebenshaltungskosten würden nicht beachtet. Dies würde einigen Teams einen großen Vor- bzw. Nachteil bei der Anwerbung von Spielern geben.

## Entwicklung
NFL Salary Cap pro Team in US-Dollar